# Cassandra Crumpton
Cassandra Crumpton, coniugata Moorer, detta Sissi (Orrville, 29 ottobre 1962), è un'ex cestista statunitense.
Guardia-ala piccola di 180 cm, ha giocato in Serie A1 con Priolo Gargallo, in Turchia con il Galatasaray e in WNBA con New York.

## Carriera
Crumpton è considerata una leggenda sportiva dell'Università dell'Alabama. Nel 1982 è diventata una NJCAA All-American, mentre militava per il Clarendon Junior College. Quell'anno, si è trasferita nell'Alabama, dove la squadra ha vinto 39 partite con lei in campo, rientrando nelle bid dell'NCAA per la prima volta nel 1983. Nel 1983-84 la squadra arrivò alla finale del SEC. Nell'ultimo anno fu nominata mvp e segnò 17,4 punti di media, venendo scelta come All-SEC ed entrando nell'orbita delle selezioni per le Olimpiadi. In totale, ha disputato 59 partite segnando 1.073 punti con Alabama.
Nel 1987-1988 è stata ingaggiata dall'Ibla Priolo, con cui ha giocato anche in Coppa Ronchetti da protagonista nella vittoria in rimonta contro l'A.S. Villeurbanne, ma è stata tagliata in favore di Lynette Woodard a causa di un infortunio.
Nel 1988-1989, dopo essersi ripresa dall'infortunio, è alla Tintoretto Getafe. Nel 1990-1991, torna a Priolo e si allena con la squadra, ma non viene tesserata.
Ha giocato un totale di quattro campionati in Spagna, due in Italia e una in Turchia. Nel 1993, quando militava per il Caixa Girona Getafe, è stata la miglior marcatrice dell'All-Star game.
In seguito ha giocato in WNBA alle New York Liberty e infine è stata assistant coach all'Università del Texas e dal 1997 al 2004 ha fatto parte dello staff di Rick Moody all'Università dell'Alabama.

## Statistiche

### Statistiche in campionato
Dati aggiornati al 30 giugno 1997
| Stagione        | Squadra             | Competizione | Partite | Partite | Partite | Statistiche tiro | Statistiche tiro | Statistiche tiro | Altre statistiche | Altre statistiche | Altre statistiche | Altre statistiche | Altre statistiche |
| Stagione        | Squadra             | Competizione | Pres.   | Titol.  | Minuti  | Tiri da 2        | Tiri da 3        | Liberi           | Rimb.             | Assist            | Rubate            | Stopp.            | Punti             |
| --------------- | ------------------- | ------------ | ------- | ------- | ------- | ---------------- | ---------------- | ---------------- | ----------------- | ----------------- | ----------------- | ----------------- | ----------------- |
| 1987-1988       | Ibla Priolo         | Serie A1     | 5       |         |         |                  |                  |                  |                   |                   |                   |                   | 125               |
| 1988-1989       | Tintoretto Getafe   | LFB          |         |         |         |                  |                  |                  |                   |                   |                   |                   |                   |
| 1991-1992       | Galatasaray         | KBSL         |         |         |         |                  |                  |                  |                   |                   |                   |                   |                   |
| 1992-1993       | Caixa Girona Getafe | LFB          |         |         |         |                  |                  |                  |                   |                   |                   |                   |                   |
| 1996-1997       | Atlanta Glory       | ABL          | 1       | 0       | 3       | 0/0              | 0/0              | 0/0              | 0                 | 1                 | 0                 | 0                 | 0                 |
| 1997            | New York Liberty    | WNBA         | 2       | 0       | 11      | 1/3              | 0/1              | 0/0              | 2                 | 1                 | 0                 | 0                 | 2                 |
| Totale carriera |                     |              |         |         |         |                  |                  |                  |                   |                   |                   |                   |                   |

### Statistiche nelle coppe europee
Dati aggiornati al 30 giugno 1992
| Stagione        | Squadra         | Competizione    | Partite | Partite | Partite | Statistiche tiro | Statistiche tiro | Statistiche tiro | Altre statistiche | Altre statistiche | Altre statistiche | Altre statistiche | Altre statistiche |
| Stagione        | Squadra         | Competizione    | Pres.   | Titol.  | Minuti  | Tiri da 2        | Tiri da 3        | Liberi           | Rimb.             | Assist            | Rubate            | Stopp.            | Punti             |
| --------------- | --------------- | --------------- | ------- | ------- | ------- | ---------------- | ---------------- | ---------------- | ----------------- | ----------------- | ----------------- | ----------------- | ----------------- |
| 1987-1988       | Ibla Priolo     | Ronchetti       | 2       |         |         |                  |                  |                  |                   |                   |                   |                   | 57                |
| 1991-1992       | Galatasaray     | C. Campioni     |         |         |         |                  |                  |                  |                   |                   |                   |                   |                   |
| Totale carriera | Totale carriera | Totale carriera | 2       |         |         |                  |                  |                  |                   |                   |                   |                   | 57                |